# Huernia zebrina
Huernia zebrina è una specie di pianta da fiore della famiglia delle Apocynaceae, originaria della Namibia, del Botswana, del nord del Sudafrica, dello Zimbabwe e del Mozambico.